# Рутенія (шрифт)

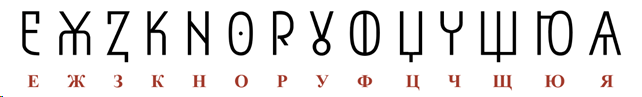
Пропозиція Василя Чебаника по зміні графем 14 літер української абетки

«Рутенія» — загальна назва шрифтів і шрифтових гарнітур для української абетки, створених у 2000—2024 рр. професором Василем Чебаником на основі звичаїв руської доби та козацьких скорописів у рамках проєкту «Графіка української мови».
Авторова мета — створити державний шрифт, який би базувався на історичних українських почерках і слугував би національно-державним атрибутом і засобом самоідентифікації нації. Пропонуючи зміни у графемах сучасної української абетки, автор академічно вживає термін «шрифт Рутенія» в однині. Тому назви «Рутенія», «шрифт Рутенія», «абетка Рутенія» — це найчастіше вживані синоніми та скорочення назви проєкту «Графіка української мови», що налічує загалом 60 шрифтів. За роботу над проєктом Василь Чебаник отримав Шевченківську премію 2019 року.
На думку Василя Чебаника, кожна літера його шрифту наповнена глибоким символізмом. Зокрема, Чебаник вбачає герб України в давньому записі літери «щ» ().

## Історія виникнення

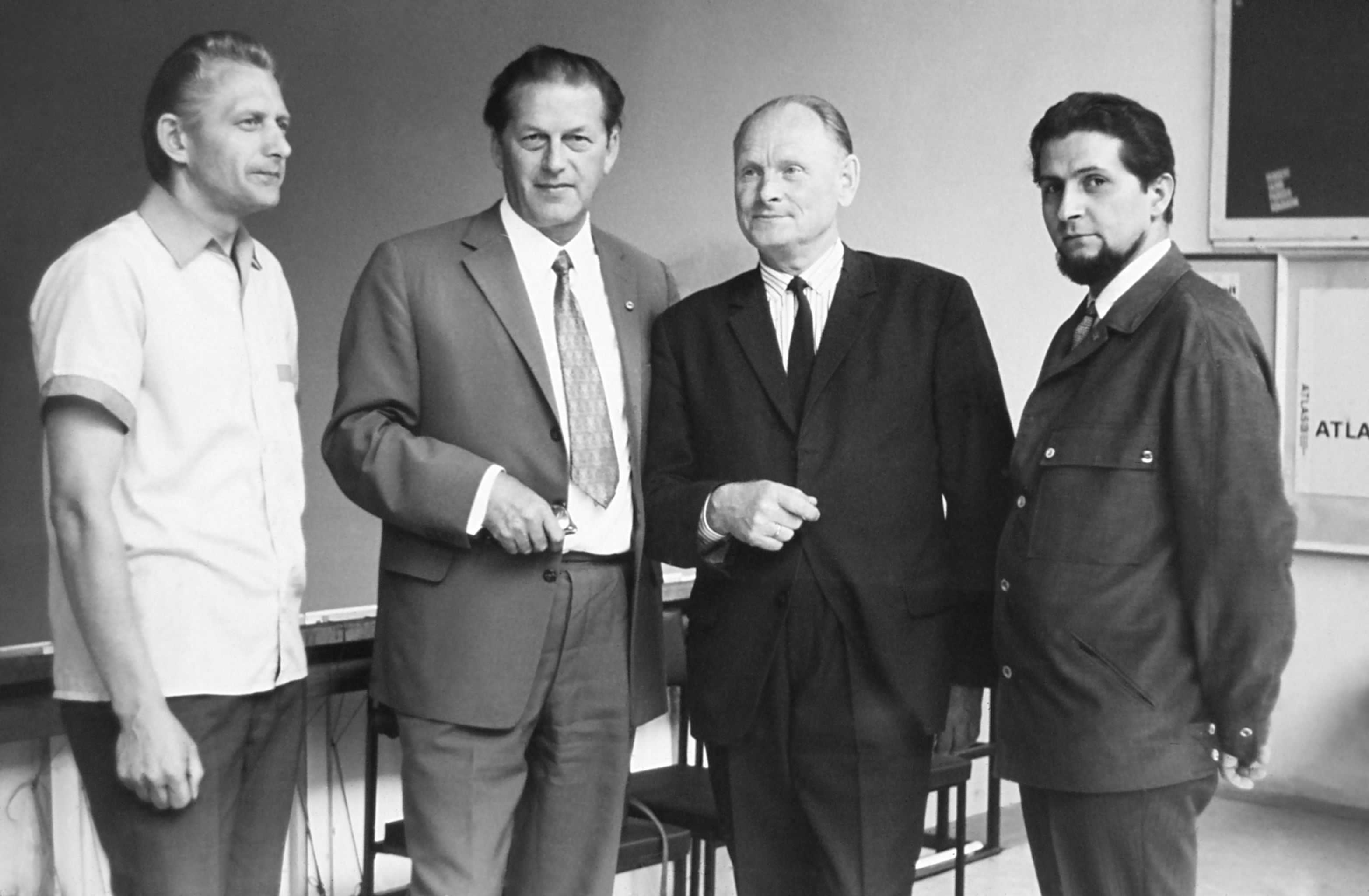
Зліва направо:,, Василь Чебаник (1971, Ляйпціг)

Ідея шрифту виникла у Василя Чебаника через німецьких вчених. Під час зустрічі 1971 року з Альбертом Капром, ректором Вищої школи графіки та книжкового мистецтва у Лейпцигу, той запитав у Чебаника, чому українці не розвивають свою абетку. Згодом Василь Чебаник дізнався також, що у «Книзі абеток всіх народів і всіх віків» (1880) Карла Фаульманна «рутенська» абетка подана окремо від «російської» абетки, що стало відправним пунктом для його творчих пошуків.

### Популяризація

#### Перша публічна презентація абетки «Рутенія»
24 серпня 2004 р. до Дня Незалежності України у столичній галереї «Лавра» Василь Чебаник вперше публічно презентував нову версію української абетки. Автор запропонував близько 20 змін до сучасного написання українських літер і сподівався, що уряд затвердить ці зміни.

#### Виставка «Графіка української мови» до Дня Могилянки
13 жовтня 2005 року в Галереї мистецтв НаУКМА до 390-річчя заснування Києво-Могилянської академії відкрилася виставка Василя Чебаника «Графіка української мови» з презентацією нової української абетки, над якою автор працював вже чотири роки (з 2001). На відкритті виставки В'ячеслав Брюховецький, головний ініціатор відродження Києво-Могилянської академії та її багаторічний ректор, виділив одну з проблем з українською мовою — те, що вона не має своєї абетки. Києво-Могилянська академія почала застосовувати шрифти Василя Яковича Чебаника.

#### I, II, III Міжнародні виставки каліграфії
У 2008, 2009 та 2010 роках Василь Чебаник представляв свої проєкти шрифтів та роботи з літерації на Міжнародній виставці каліграфії у Росії. Надані для виставок твори не повернули авторові — їх демонструють у приватному Сучасному музеї каліграфії в Росії

#### Мультимедійний проєкт «Рутенія. Анімована абетка Василя Чебаника»
22—26 травня 2019 року в Мистецькому арсеналі на IX Міжнародному фестивалі «Книжковий Арсенал» був представлений мультимедійний проєкт «Рутенія. Анімована абетка Василя Чебаника», в якому всі 33 літери української абетки оздобили анімаціями Олеся Драшкаба, Надія Антонець, Кирил Чічкан, Ігор Баранько, Роман Шостя, Олексій Чебикін, Іван Семесюк та інші митці. Художники, надихнувшись «Рутенією» Василя Чебаника, проілюстрували кожну окрему літеру та потрактували її у коротких анімаційних роликах. На думку організаторів проєкту, в цьому шрифті, немов у ДНК, закодована українська культура, історія та каліграфічні традиції. Продюсер, автор ідеї й анімації Дмитро Лісенбарт, кураторка Надія Антонець, продюсер Віталій Хало. Василь Чебаник пожертвував на цей проєкт 35 тисяч гривень, які отримав за здобуття Шевченківської премії.

#### Фільм «Рутенія. Повернення коду нації»
23 та 24 серпня 2020 року на телеканалах «Прямий» і 5 каналі (в День Прапора та на День Незалежності) відбулася загальноукраїнська прем'єра фільму «Рутенія. Повернення коду нації». Фільм досліджує історію виникнення писемності на наших теренах,  знайомить глядача з українською автентичною абеткою «Рутенія» авторства Василя Чебаника. Режисерка картини та співавторка сценарію — Антоніна Готфрід, продюсерка та співавторка сценарію — Наталія Яковлева.
Восени 2020 року відбулися численні тематичні покази в Україні та за кордоном, покази для військових і цивільних на Сході України.
Фільм «Рутенія. Повернення коду нації» викладено у відкритий доступ на youtube-каналі «Рутенія Фільм».